# Dubbellisjes
Dubbellisjes was een radioprogramma voor jongeren dat uitgezonden werd van 10 mei 1981 tot en met 29 september 1992 op de VARA-dinsdag op Hilversum 3 / Radio 3.

## Programma
De titel is een woordspeling op Bubblicious, indertijd een bekend merk kauwgom (en zelf een woordspeling, namelijk een contaminatie van bubble (bel) en delicious (heerlijk)). De herkenningsmelodie begon met een soort trompetsalvo en daarna een kind dat hard het woord "Dubbellisjes" uitsprak, waarna het herkenningsmuziekje klonk en tot slot een harde slag op een trommel.
Het werd aanvankelijk uitgezonden op zondagmiddag van 13.00 tot 14.00 uur omdat de VARA het programma het Zondagse gezicht van de VARA met een uur had ingekort om ruimte te maken voor het nieuwe jongerenprogramma. Na het behalen van de B-status van Veronica in mei 1982, waardoor de VARA alleen nog van 10.00 tot 12.00 uur zendtijd had op zondag, werd het per oktober 1982 verplaatst naar van 11.00 tot 12.00 uur op de zondagochtend. Na de verhuizing van de vaste KRO-dag naar de zondag op 1 oktober 1984, verloor de VARA al haar zendtijd op zondag en ging het programma naar de (vaste) dinsdagavond van 19.00 tot 20.00 uur. 
Het programma werd gepresenteerd door Peter Holland, bijgestaan door poppenspeler Wim Noordegraaf die de rol van Oom Ben, jeugdgoog te Blaricum, op zich nam en met zijn markant hoge en schreeuwerige stem de jongeren wilde opvoeden, helpen maar ook commentaar gaf en met de jongeren in discussie ging. Als hij het niet eens was met de jongeren begon hij vaak plagerig over Mieke Telkamp te zwetsen wier muziek bij de jongeren niet erg geliefd was. In het begin speelde hij ook nog de rol van Swaantje, moeder van 23 kinderen, maar die rol was weer snel verdwenen.
Elke week werd een aantal jongeren in de studio uitgenodigd die met Peter Holland en Oom Ben over een bepaald onderwerp discussieerden. In een uitzending vlak voor de verkiezingen voor de Tweede Kamer in 1986 waren kinderen van bekende politici te gast.   
Een vaste rubriek in het programma was het gedicht van een luisteraar. Alleen de naam was variabel: afhankelijk van het seizoen luidde deze: Dichten als het donker wordt of Hoe lichter hoe dichter. Een andere vaste rubriek was het hoorspel, opgevoerd door de jongeren die die week te gast waren. Daarnaast had Oom Ben een vaste column waarin hij het behandelde onderwerp van die uitzending op zijn manier van commentaar voorzag.
Na de overstap van Peter Holland op 1 september 1989 naar Veronica Radio 3 werd het programma gepresenteerd door Pieter Jan  Hagens, invaller Peter Belt en sinds 1990 door Willem Ekkel. Pien Savonije verving Oom Ben (Wim Noordegraaf).
Het programma verdween omdat door de invoering van de nieuwe horizontale programmering op het vernieuwde Radio 3 per 5 oktober 1992, de VARA haar vaste uitzenddag dinsdag verloor en geen zendtijd meer beschikbaar had voor het programma. De laatste aflevering werd uitgezonden op 29 september 1992.